# Intuizione

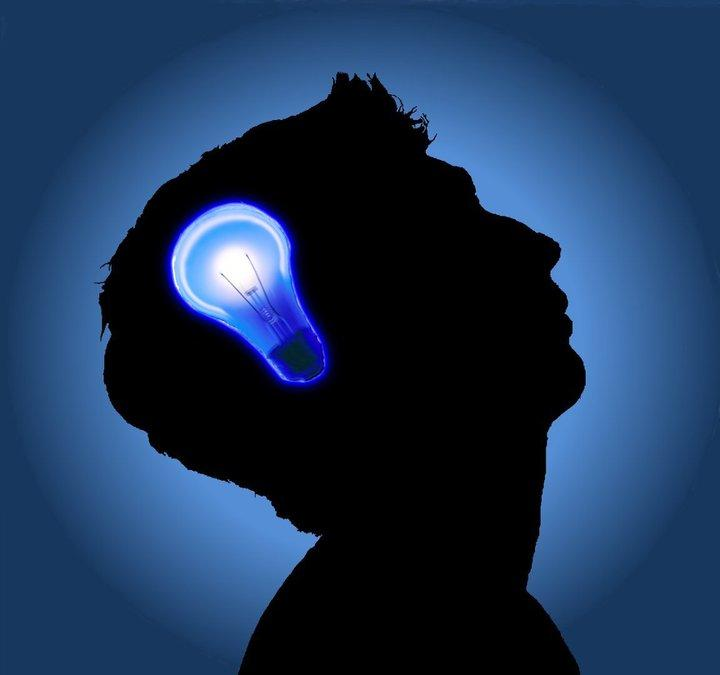
L'intuizione umana rappresentata come una sorta di illuminazione

L'intuizione in filosofia indica quel tipo di conoscenza immediata che non si avvale del ragionamento o della conoscenza sensibile.

## Origine e significato del termine
Il termine intuizione deriva dal latino intueor (composto da in = «dentro», + tueor = «guardare», cioè «entrar dentro con lo sguardo»), e rappresenta una forma di sapere non spiegabile a parole, che si rivela per lampi improvvisi, sulla cui origine i pareri sono discordi: secondo il meccanicismo sarebbe riconducibile a processi meccanici di causa-effetto, mentre secondo i neoplatonici il modo in cui l'intuito si produce nella mente umana non è spiegabile razionalmente, trattandosi di un sapere trascendente che è all'origine della stessa logica di causa-effetto, un sapere non acquisito, ma innato sin dalla nascita.
Per Platone ed Aristotele era la percezione immediata dei princìpi primi, e dunque espressione di una conoscenza certa perché in essa il pensiero ha direttamente accesso ai propri contenuti, essendo insieme soggetto e oggetto: questi due termini pur contrapposti risultano così complementari e dialetticamente legati tra loro.
Immanuel Kant la formalizzò come metodo conoscitivo e la divise tra "intuizione sensibile", ovvero conoscenza passiva percepita attraverso i sensi, ed "intuizione intellettuale",  fulcro delle filosofie idealiste.

## L'intuizione nella storia della filosofia occidentale
Kant nel Settecento aveva ritenuto che l'unità immediata di soggetto e oggetto fosse qualcosa di puramente formale o concettuale, negando quindi che l'intelletto umano fosse capace di intuizione. Gli idealisti Fichte e Schelling avevano sostenuto invece che tale unità è un assioma non solo formale, ma costitutivo di ogni sapere che aspiri ad essere universale e necessario. Essi si erano appellati in proposito alla logica formale di non-contraddizione, secondo cui l'essere e il pensare necessariamente coincidono. Si trattava della logica "formale", unita bensì indissolubilmente a un contenuto "reale", utilizzata la prima volta da Parmenide e fatta propria dalle successive filosofie platoniche e aristoteliche, nonché dai pensatori medievali e rinascimentali.
Il loro punto in comune consisteva nel riconoscimento dell'intuizione quale forma suprema e immediata del sapere. Lo strumento di cui si erano serviti era la dialettica, con cui la ragione prende atto che non può esistere un soggetto senza oggetto, l'essere senza il pensiero, e viceversa, pena la caduta in un relativismo irrazionale. Un pensiero filosofico che prescinda dall'identità con l'essere, cioè con la verità, diverrebbe inconsistente per sua stessa ammissione. Privo di fondamento, si avviterebbe in una contraddizione logica, la cui forma più esplicita è rappresentata dal paradosso del mentitore. Occorreva quindi partire da questa suprema identità per poter sviluppare un sistema filosofico fondato e coerente, identità che rimane tuttavia non dimostrabile di per sé, né accertabile empiricamente, ma raggiungibile unicamente per via negativa, da ammettere appunto tramite intuizione.

### Parmenide, Platone, Aristotele
Le prime forme di intuizione quale strumento principe di cui si debba servire la filosofia, sono rintracciabili già nell'antica Grecia. Per Parmenide i sensi, secondo i quali sarebbe possibile pensare il non-essere, attestano il falso, e dunque solo una conoscenza immediata, quella cioè che si produce nell'intelletto, consente di approdare alla verità dell'Essere.
In Platone, le forme intelligibili o Idee rappresentano la forma più alta e più vera di conoscenza, raggiungibili solo con l'intellezione (nòesis) e collocate quindi al di sopra del pensiero logico-dialettico (o diànoia, che è un semplice strumento), e al di là dei fenomeni sensibili.
Anche secondo Aristotele non sono i sensi, né la razionalità sillogistica, a dare garanzia di verità, bensì l'intelletto intuitivo: esso consente di cogliere l'essenza della realtà fornendo dei principi validi e universali, da cui il sillogismo trarrà soltanto delle conclusioni coerenti con le premesse; per Aristotele occorre bensì partire dai sensi, ma il livello di conoscenza da questi raggiunto, cioè l'induzione empirica, non ha per lui un valore logico-deduttivo, fungendo unicamente da avvio di un processo che culmina con l'intervento di un trascendente intelletto attivo. L'intuizione suprema è quindi per lui il "pensiero di pensiero", proprio dell'atto puro che è Dio.

### Plotino, Agostino, Tommaso
Plotino spiegava il processo di emanazione dall'Uno facendo dell'intuizione un'ipostasi: in questa consiste l'Intelletto, che è l'estasi o l'auto-intuizione dell'Uno, il quale contemplandosi già non è più Uno ma diventa identità di essere e pensiero. L'Intelletto nell'intuirsi ha di se stesso una conoscenza immediata superiore a quella di tipo mediato propria dell'Anima. L'uomo può riviverla solo sprofondando nella propria autocoscienza, fino ad approdare con l'estasi alla compenetrazione con l'Uno, situato al di là del dualismo potenziale dell'Intelletto costituito dalle due realtà, essere e pensiero, che benché coincidenti risultano in esso ancora distinte.
In Agostino è di tipo intuitivo la scoperta che il dubbio non sussisterebbe se esso non fosse emanazione della verità; il dubbio infatti dà per scontata l'esistenza di una verità che gli sfugge, altrimenti non dubiterebbe. L'intuizione coincide pertanto con l'illuminazione, cioè col momento in cui Dio illumina la nostra mente elevandola alla conoscenza della verità. Tommaso si servì dell'intelletto aristotelico per giungere all'intuizione della perfezione assoluta dell'Essere, e alla dimostrazione di Dio, identificando inoltre l'intuizione con l'atto d'amore con cui Dio Padre genera il Figlio. L'intuizione per Tommaso offre un tipo di conoscenza immediata, propria delle intelligenze celesti (gli angeli), per attingere alla quale l'uomo deve passare invece attraverso la mediazione del pensiero logico o di un calcolo razionale.

### L'intuizione nell'età moderna
Cusano postulava una conoscenza intuitiva di Dio superiore e trascendente rispetto al pensiero razionale-dialettico che da quella discende. Analogamente Spinoza fece dell'intuizione il cardine del suo sistema filosofico, la forma più alta di sapere, superiore sia alla conoscenza sensibile sia a quella scientifica, e che permette all'intelletto di cogliere l'unicità della sostanza e di guardare il mondo dal punto di vista dell'Essere divino.
Kant distinse l'intuizione, come conoscenza diretta della realtà, in intuizione sensibile e intellettuale. Per Kant l'uomo possiede solo l'intuizione sensibile, essendo la sua conoscenza mediata dai sensi. L'intuizione intellettuale invece appartiene solo a un intelletto divino, in grado di accedere direttamente al noumeno.
Con la stagione dell'idealismo tedesco l'intuizione, intesa kantianamente come intuizione intellettuale, venne dapprima rivalutata da Fichte e Schelling, secondo i quali essa rappresenta una forma di pensiero superiore e a priori rispetto a quello logico-dialettico, non oggettivabile perché altrimenti significherebbe rendere oggettiva la soggettività, o far rientrare l'infinito nel finito, il che sarebbe una contraddizione logica. Non potendo essere dimostrata, essa va posta con un atto di fede, che non è però irrazionale, essendo trascendentale, ovvero fondante la razionalità stessa.
L'intuizione intellettuale venne invece aspramente criticata da Hegel che la condannò come mistica e irrazionale, essendo per lui soltanto una forma primitiva di conoscenza, valida al limite in ambito artistico. Hegel ribaltò la precedente prospettiva neoplatonica affermando la superiorità della razionalità sull'intuizione, del sapere mediato rispetto a quello immediato. Nel tentativo di spiegare per via razionale il motivo per cui l'intuizione si produce nel soggetto, senza più ricorrere a motivazioni trascendenti, Hegel finì però per stravolgere la logica di non contraddizione ritenendo di aver oggettivato il soggetto e di aver razionalizzato l'infinito, facendo coincidere su un piano definitivo e immanente, non più trascendente, ogni principio col suo contrario. 

Nietzsche, al contrario di Hegel, ma in accordo coi suoi predecessori, riteneva che «scopo vero e proprio di ogni filosofare» fosse l'intuitio mystica.

### L'intuizione nel Novecento
Agli inizi del Novecento l'intuizione venne rivalutata da Edmund Husserl, che la suddivise in "intuizione eidetica" ed "intuizione empirica"; mentre quest'ultima è rivolta verso i singoli oggetti, l'intuizione eidetica consente di cogliere l'essenza generale dei fenomeni, andando oltre i preconcetti e i giudizi culturali, attraverso un processo di eliminazione o riduzione fenomenologica (epoché).
All'intuizione, ritenuta l'organo principe della metafisica, Bergson attribuiva la possibilità più istintiva e genuina di portare a soluzione ogni problema, per la sua capacità, denominata «slancio vitale», di andare oltre la rigidità materiale del pensiero razionale. Jacques Maritain, già allievo di Bergson, reinterpretò la filosofia aristotelico-tomista attraverso l'intuizione dell'essere.
Secondo Carl Gustav Jung, l'intuizione è un processo di intervento dell'inconscio con cui la mente riesce a percepire i modelli della realtà nascosti dietro i fatti.
Gödel vedeva nell'intuizione matematica una forma di conoscenza reale, e non puramente astratta o concettuale, della teoria degli insiemi, nonostante essa prescinda dall'esperienza dei sensi; similmente a Parmenide egli concepiva la logica "formale" come unita indissolubilmente a un contenuto "sostanziale". La sua formulazione dei teoremi di incompletezza, secondo cui la verità che è alla base di un sistema formale non può essere dimostrata stando all'interno del sistema logico stesso, intendeva inoltre rifarsi al percorso logico usato già da Platone, e come lui dai neoplatonici nell'elaborare il sistema filosofico della teologia negativa. Penrose considerava così l'intuizione una forma suprema di sapere, tramite cui apprendere la verità di assiomi non dimostrabili su cui fondare la coerenza dei sistemi logico-formali (come appunto quelli matematici).
Per il filosofo gallese Richard Ithamar Aaron la conoscenza si origina attraverso l'intuizione del reale, la quale di per sé non può essere spiegata ma solo descritta. L'intuizione non è soggetta a errori, i quali possono verificarsi solo al di fuori dell'atto originario della conoscenza.